# Multiple Sarcasms
Pour plus de détails, voir Fiche technique et Distribution.
Multiple Sarcasms est un film américain de Brooks Branch dont la sortie est prévue en 2009.

## Synopsis
Un homme décide d'écrire une pièce de théâtre sur sa relation avec les femmes, mais lorsque celle-ci rencontre un immense succès, sa vie commence à s'effondrer...

## Fiche technique
- Titre : Multiple Sarcasms
- Réalisation : Brooks Branch
- Scénario : Brooks Branch et Linda Morris
- Musique : George J. Fontenette
- Photographie : Jacek Laskus
- Montage : Plummy Tucker
- Production : Chris Bongirne et Brooks Branch
- Société de production : Multiple Avenue Releasing et New Films International
- Société de distribution : Multiple Avenue Releasing (États-Unis)
- Pays :  États-Unis
- Genre : Comédie dramatique
- Durée : 97 minutes
- Dates de sortie : 
  -  États-Unis : 7 mai 2010

## Distribution
- Timothy Hutton : Gabriel
- Mira Sorvino : Cari
- Dana Delany : Annie
- Mario Van Peebles : Rocky
- India Ennenga : Elizabeth
- Laila Robins : Lauren
- Stockard Channing : Pamela
- Nadia Dassouki : Saffron
- Chris Sarandon : Larry
- Joan Jett : la chanteuse
- Marcus Schenkenberg : Sachi
- Franklin Ojeda Smith : le sans-abri
- Alex Manette : Erik
- Stephen Singer : Michael
- Meg Gibson : Dr. Martin

## Autour du film
- Timothy Hutton et Dana Delany se retrouvent deux ans après Kidnapped.